# Dwight Stephenson
Dwight Eugene Stephenson (Murfreesboro, 20 novembre 1957) è un ex giocatore di football americano statunitense che ha giocato nel ruolo di centro per tutta la carriera con i Miami Dolphins della National Football League (NFL). Al college ha giocato a football all’Università dell'Alabama. È stato inserito nella Pro Football Hall of Fame nel 1998.

## Carriera professionistica

### Miami Dolphins
Stephenson fu scelto dai Don Shula e i Dolphins nel corso del secondo giro del Draft NFL 1980, divenendo uno dei migliori centri di tutti i tempi. Nella stagione 1981, Dwight giocò anche gli special team a causa dell'infortunio di Mark Dennard.
Con l'eccezionale esplosività di Stephenson come capitano offensivo, la liuea offensiva dei Dolphins guidò la lega per il minor numero di sack subiti per un numero record di 6 stagioni consecutive, raddoppiando il precedente primato. Dopo il suo ritiro, i Dolphins continuarono a difendere splendidamente il proprio quarterback, portando il primato a 9 stagioni consecutive.
Stephenson fu inserito per cinque volte consecutive nella formazione ideale della stagione All-Pro dal 1983 al 1987, venendo sempre convocato per il Pro Bowl negli stessi anni. Partì come centro titolare nelle ultime due apparizioni dei Dolphins al Super Bowl: il Super Bowl XIX e il Super Bowl XVII.

## Palmarès
- (5) Pro Bowl (1983, 1984, 1985, 1986, 1987)
- (5) All-Pro (1983, 1984, 1985, 1986, 1987)
- Formazione ideale della NFL degli anni 1980
- Formazione ideale del 100º anniversario della National Football League
- Pro Football Hall of Fame
- Miami Dolphins Honor Roll